# Armin Blutsch

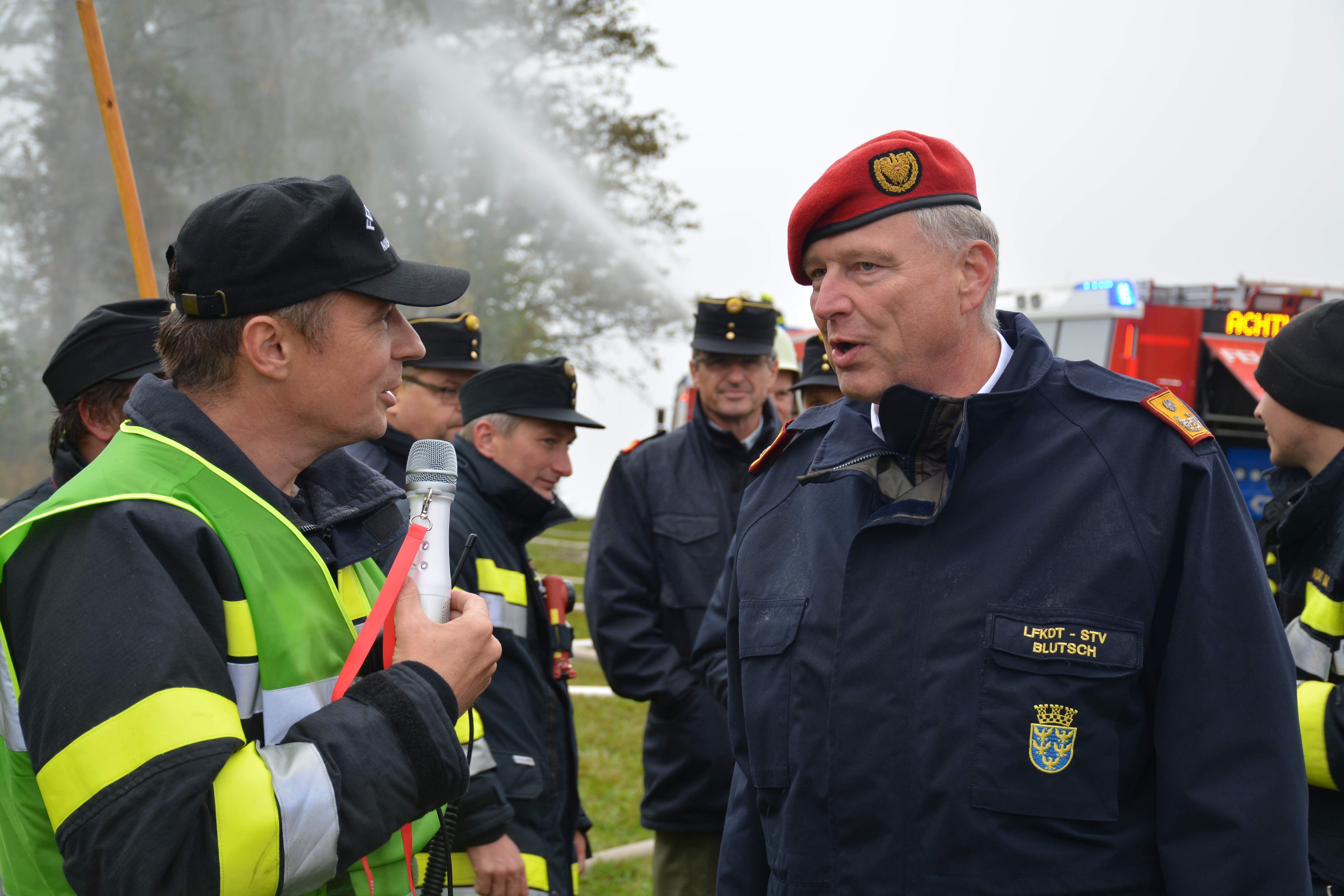
Armin Blutsch bei der Bundeskatastrophenhilfsdienstübung LENTIA MMXIX in Linz und Umgebung (2019)

Armin Blutsch (* 23. Jänner 1961 in Amstetten) ist ein ehemaliger österreichischer Feuerwehrfunktionär. Er war bis 2021 Kommandant der Freiwilligen Feuerwehr Amstetten-Stadt sowie bis 2022 Vizepräsident des Österreichischen Bundesfeuerwehrverbandes. Bis zum 26. März 2021 war er außerdem Landesfeuerwehrkommandant-Stellvertreter von Niederösterreich.

## Leben
Armin Blutsch wurde im niederösterreichischen Amstetten geboren, maturierte nach der Volksschule 1980 an einer Handelsakademie und rückte anschließend die Einjährig-Freiwilliger zum österreichischen Bundesheer ein, wo er in der Folge als Milizoffizier eingesetzt war, zuletzt erreichte er im Jägerbataillon 12 den Dienstgrad Hauptmann.
Als Jugendlicher trat er in die Feuerwehrjugend der Freiwilligen Feuerwehr Amstetten-Stadt ein, wobei sein Vater, Helfried Blutsch, der Feuerwehr- und Bezirksfeuerwehrkommandant in Amstetten war, maßgeblichen Einfluss hatte. Er gehörte daher zu den ersten offiziellen Jugendfeuerwehrmitgliedern des Landes Niederösterreich.
Nach der Überstellung in den Aktivstand wurde er 1977 Jugendführer und in der Folge zum Löschmeister befördert. Schon 1988 wurde er zum Zweiten Kommandantstellvertreter gewählt und ab 1996 war er Feuerwehrkommandant der Freiwilligen Feuerwehr Amstetten-Stadt, Abschnittsfeuerwehrkommandant der Feuerwehren in Amstetten und Bezirksfeuerwehrkommandant des Bezirkes Amstetten. Am 26. Februar 2016 legte er die Funktion als Kommandant des Bezirksfeuerwehrkommandos Amstetten zurück.
2001 wurde er zusätzlich Mitglied des Landesfeuerwehrrates als Vorsitzender des Finanzausschusses und 2006 erfolgte die Wahl zum Landesfeuerwehrkommandanten-Stellvertreter von Niederösterreich, bis März 2021 als sein Nachfolger Martin Boyer gewählt wurde. Zudem ist er Vizepräsident des Österreichischen Bundesfeuerwehrverbandes.

## Privates
Armin Blutsch ist verheiratet und hat zwei Söhne, geboren 1987 und 1992. Beruflich ist er Abteilungsleiter in einem EDV-Unternehmen. Sein Vater Helfried Blutsch war auch Feuerwehr- und Bezirksfeuerwehrkommandant in Amstetten.

## Auszeichnungen
- Wehrdienstzeichen 2. Klasse für Dienstleistungen im Ausmaß von 15 Jahren
- Wehrdienstzeichen 3. Klasse für Dienstleistungen im Ausmaß von 5 Jahren
- Wehrdienstmedaille in Gold
- Wehrdienstmedaille in Silber
- Wehrdienstmedaille in Bronze
- Ehrenzeichen für Verdienste um das Bundesland Niederösterreich (Ausprägung unbekannt)
- Ehrenzeichen für Tätigkeit auf dem Gebiete des Feuerwehr- und Rettungswesens für 40 Jahre
- Ehrenzeichen für Tätigkeit auf dem Gebiete des Feuerwehr- und Rettungswesens für 25 Jahre
- 2018 Großes Verdienstkreuz des Österreichischen Bundesfeuerwehrverbandes (Brustdekoration)
- Verdienstzeichen I. Stufe des Österreichischen Bundesfeuerwehrverbandes in Gold
- Verdienstzeichen II. Stufe des Österreichischen Bundesfeuerwehrverbandes in Silber
- Verdienstzeichen III. Stufe des Österreichischen Bundesfeuerwehrverbandes in Bronze
- 2011: Goldenes Verdienstkreuz des Niederösterreichischen Landesfeuerwehrverbandes (Brustdekoration)
- Verdienstzeichen des Niederösterreichischen Landesfeuerwehrverbandes 1. Klasse in Gold
- Verdienstzeichen des Niederösterreichischen Landesfeuerwehrverbandes 2. Klasse in Silber
- Verdienstzeichen des Niederösterreichischen Landesfeuerwehrverbandes 3. Klasse in Bronze
- Auszeichnungen der Stadtgemeinde Amstetten
- Feuerwehrleistungsabzeichen